# Janusz Krężelok
Janusz Adam Krężelok (né le 18 décembre 1974 à Istebna) est un fondeur polonais actif entre 1993 et 2010. Spécialiste du sprint, il a gagné une course en Coupe du monde en 2004.

## Palmarès

### Jeux olympiques
| Date | Épreuve            | Résultat |
| ---- | ------------------ | -------- |
| 1998 | 10 km classique    | 76e      |
| 1998 | 50 km libre        | 53e      |
| 1998 | 25 km poursuite    | 40e      |
| 2002 | Sprint libre       | 9e       |
| 2002 | 20 km poursuite    | 32e      |
| 2006 | Sprint libre       | 19e      |
| 2006 | 15 km classique    | 25e      |
| 2006 | Sprint par équipes | 7e       |
| 2010 | Sprint classique   | 28e      |
| 2010 | Sprint par équipes | 12e      |

### Coupe du monde
- Son meilleur classement général final est une 27e place obtenue en 2004.
- 2 podiums dont 1 victoire et 1 troisième place.

#### Saison par saison
- Coupe du monde 2004:
  - 1 victoire en sprint libre (Trondheim (Norvège)).